# Fur TV
Fur TV (Télé Poils en français) est une série télévisée anglaise en quinze épisodes créée par Chris Waitt et Henry Trotter, et diffusée du 4 mai 2008 au 12 juillet 2009 sur MTV Europe.
En France, elle a été diffusée en version originale sous-titrée sur MTV Pulse.

## Concept
Cette émission imagine que des marionnettes poilues ("fur") vivent dans notre monde et se sont intégrées à la société. Comme dans Avenue Q, la série se situe entre Le Muppet Show, pour le design des personnages qui ressemblent à ceux de Jim Henson, et le dessin animé South Park, pour l'humour décalé et outrageant. Les trois héros du show sont des marionnettes et s'adonnent à tous les excès : sexe, drogue, alcool et violence.

## Distribution
- Lapeño Enriquez : Henry Trotter
- Ed Tubbs : Phil Nicol
- Mervin J Minky : Simon Greenal

## Production
Fur TV est au départ un court-métrage, récompensé en 2002 par la BBC dans la catégorie Greenlight Award for Comedy. Il est ensuite transformé en pilote et reçoit une distinction au festival de la Rose d'or à Montreux en 2004, puis est sélectionné dans le Top 10 du Film Festival de Cologne en 2004, ce qui attire l'attention de MTV qui commande les épisodes suivants.
La première et unique saison de Fur TV est divisée en deux périodes : les huit premiers épisodes, diffusés en 2008, contiennent jusqu'à trois histoires ou sketchs différents, tandis que les sept autres, diffusés en 2009, sont des formats plus courts qui réutilisent des extraits de la première période. Seul "Merverella" est une unique histoire de 20 minutes environ. Chaque épisode est un one-shot qui n'a aucun lien avec les autres. La plupart du temps, l'histoire concerne le quotidien houleux des protagonistes ou bien se concentre sur l'un d'entre eux et son comportement ou ses vices, avec une fin censée le faire évoluer. 
D'autres vidéos ont également vu le jour, tels que de courts spots de promotion pour la santé sexuelle sur MTV , ou des montages alternatifs d'épisodes. Bien que rapidement arrêtée, la série a continué de circuler sur Internet grâce notamment au sketch "Le Putain de Guide Poilu du Metal" ("Fat Ed's Furry Fucking Guide To Metal"), qui est l'extrait le plus connu de Fur TV.
À chaque début d'épisode, un disclaimer avertit le téléspectateur de la présence d'éléments choquants tels que des "gros mots", des "scènes sexuelles entre êtres humains et marionnettes" et autres "actes de violences" ou utilisations de substances illicites.

## Histoire
Les personnages principaux de cette série sont trois marionnettes, Mervin J Minky, Lapeño Enriquez et Ed Tubbs (surnommé "Fat Ed"), des colocataires très différents de caractère souvent désargentés. Ils vivent à Londres ou dans sa banlieue et habitent une rue appelée Furry Lane. Ils sont de nationalités différentes cependant.
Mervin est une petite bête frêle et orange obsédée par le sexe et accro à la masturbation, qui reste des heures dans sa chambre pour regarder du matériel pornographique en se caressant. Bien que dérangeant, il est aussi gentil, serviable, naïf et surtout attardé et idiot.
C'est le souffre-douleur de Ed, une marionnette bleue obèse, bourrue et colérique qui n'hésite pas à le brutaliser. Ed est fan de heavy metal et de films gore et passe son temps dans le canapé à manger de la malbouffe et à boire des bières. On apprend rapidement que c'est un immigré américain qui n'a pas encore de carte de résidence britannique et refuse de rentrer aux États-Unis. Ed s'appelait Frank à l'origine dans le pilote de la série. 
Lapeño est quant à lui le séducteur de la bande et collectionne plusieurs conquêtes par jour. C'est une petite marionnette verte qui porte toujours des lunettes de soleil. Originaire du Brésil, il joue de son charme latin, de son accent chantant et de ses talents de DJ pour attirer un maximum d'humaines dans son lit. L'émission le présente comme un dieu du sexe qui a du pourtant fuir lui aussi son pays pour des raisons douteuses. 
Ed et Lapeño méprisent généralement Mervin, qui est le déclencheur de plusieurs histoires de Fur TV, et lui mettent les tâches ménagères et le règlement du loyer sur le dos. Leur quotidien est ainsi fait d'humiliations et de conflits, mais ils ne se séparent jamais. Deux autres marionnettes apparaissent dans le pilote de la série mais n'ont pas été exploités par la suite.

## Épisodes

### Saison 1
1. "Rent Boys/MTV Cribs/Fat Ed's Furry Fucking Guide to Metal/Hot Pussy" également connue sous "Missing Pussy" "Les colocs / MTV à l'appart / Le Putain de Guide Poilu du Métal / Chattes très chaudes"
2. "My Big Fat Gay Wedding/Furry Movie Club/There's Something About Mervin" "Mon Mariage Gay Bidon / Séance de ciné à la maison / Mervin à tout prix"
3. "Mervin's Millions/Fur & Loathing" "Les Millions de Mel(r)vin / Poils & Haine"
4. "Bad Apples/Enter the DJ"' "Mauvaise Apple / Faites Entrer le DJ"
5. "Hungry for Love/Brown Fury/Stinkhole: Raining Brown (clip)" "Faim d'Amour / Fureur Brune / Stinkhole : Raining Brown (clip)"
6. "Ladies Love Lapeño/Arse of Darkness" "Les femmes aiment Lapeno / Cul des ténèbres"
7. "Fist of Fur/Ed's Super Fix-it/Get Mervin" "Poing de Fourrure / Les réparations d'Ed / Attrapez Mervin"
8. "Merverella"

Les traductions sont celles des sous-titres officiels de MTV Pulse.

### Saison 1.5
1. "How To Cook Shit With Mervin"
2. "Furry Movie Club"
3. '"It's Your Fan Mail"
4. "Fat Ed's Furry Fucking Guide To Metal"
5. "The Furry Guide To Love"'
6. "Stinkhole: Raining Brown"
7. "Fat Ed's Super-Fix-It"

## Sorties DVD
- Fur TV : Pilot episode

Cette unique version physique de la série, sortie le 25 avril 2005, ne contient que l'épisode pilote primé en festival. Il n'existe que les éditions anglaise et allemande (sans doute liée à la distinction obtenue à Cologne). L'épisode contient des scènes coupées par la BBC.